# Non ti pago (film)
Non ti pago è un film per la televisione italiano diretto da Edoardo De Angelis, tratto dall'omonima opera teatrale di Eduardo De Filippo.
Si tratta dell'ultimo capitolo di una trilogia "eduardiana" del regista, composta da Natale in casa Cupiello (2020) e Sabato, domenica e lunedì (2021). Presentato in anteprima il 29 novembre 2021 al Torino Film Festival, è stato trasmesso in prima serata su Rai 1 il 2 gennaio 2024.

## Trama
Ferdinando Quagliuolo è il gestore di un banco lotto ereditato dal padre; a sua volta incallito giocatore, è però perseguitato dalla sfortuna: per questo motivo è invidioso del suo garzone Mario Bertolini, che colleziona vincite poderose. All'insaputa di Ferdinando (dotato peraltro di un carattere burrascoso), Mario è fidanzato con sua figlia Stella: ad aiutare i due c'è Concetta, moglie di Ferdinando. Un giorno Mario annuncia la clamorosa vincita di una quaterna del valore di 4.000.000 di lire, grazie a una sequenza di numeri (1, 2, 3 e 4) indicatagli in sogno dal defunto padre di Ferdinando; questi, tuttavia, si impossessa del biglietto vincente e si rifiuta di corrispondergli la vincita, rivendicando per sé la somma: la motivazione sarebbe nel fatto che Bertolini era andato a vivere nell'appartamento dove Ferdinando aveva vissuto fino alla morte del padre, il quale si sarebbe rivolto a Mario per sbaglio, credendo di rivelare i numeri fortunati a suo figlio.
Ferdinando cerca conferma delle sue azioni consultandosi con l'avvocato Strumillo e col parroco Don Raffaele Console; questi, tuttavia, cercano invano di convincerlo dei suoi sbagli. Ferdinando tenta quindi di estorcere a Mario una dichiarazione con la quale egli rinuncia a ogni diritto sulla vincita, spaventandolo con una pistola scaricata dal suo aiutante Aglietiello. Questi, a sua volta vittima delle angherie di Ferdinando, gli si ribella e informa Mario, che non mostra alcuno spavento di fronte alla minaccia di essere sparato. Ne nasce un diverbio durante il quale Ferdinando colpisce Mario col calcio della pistola: quando il ragazzo minaccia dunque di denunciarlo, Quagliuolo spara in terra con la pistola scarica. In realtà nella pistola c'era un unico colpo in canna, che terrorizza i presenti; capendo di aver rischiato la prigione, Ferdinando lascia andare Mario, non prima di aver invocato il proprio padre davanti al ritratto di quest'ultimo: se i numeri erano destinati a lui e non a Mario, gli chiede di fargli capitare ogni sorta di incidente e disgrazia.
La maledizione scagliata da Ferdinando ha successo: tutte le volte che si reca a riscuotere la vincita, egli subisce un infortunio. Malconcio e disperato, Mario viene perfino licenziato da Ferdinando a causa delle continue assenze per malattia: a quel punto il giovane si arrende e decide di donare a Quagliuolo la somma vinta. Ottenuto il suo personale trionfo, Ferdinando rivela a sorpresa che le sue azioni erano dettate dal non esser stato informato per tempo dell'amore tra Mario e Stella: dopo aver dato la sua benedizione alla coppia, dona i soldi vinti alla figlia, perché li porti in dote, e ammonisce il futuro genero che se non la tratterà bene tornerà a chiedere l'aiuto ultraterreno del defunto padre.

## Accoglienza
Il film ha registrato una media di 2 319 000 telespettatori pari al 13,5% di share.